# Impasse Bonne-Nouvelle
Impasse Bonne-Nouvelle är en återvändsgata i Quartier de la Porte-Saint-Denis i Paris 10:e arrondissement. Impasse Bonne-Nouvelle, som börjar vid Boulevard de Bonne-Nouvelle 20–24, är uppkallad efter den närbelägna kyrkan Notre-Dame-de-Bonne-Nouvelle. Tidigare har gatan hetat Impasse des Filles-Dieu och senare Cul-de-sac des Filles-Dieu, vilket åsyftar klostret Filles-Dieu.

## Omgivningar
- Notre-Dame de Bonne-Nouvelle
- Boulevard de Bonne-Nouvelle
- Boulevard Poissonnière
- Saint-Eugène-Sainte-Cécile
- Conservatoire national supérieur de musique et de danse de Paris
- Square Jacques-Bidault
- Square Yilmaz-Güney

## Bilder
| - Notre-Dame-de-Bonne-Nouvelle. - Saint-Eugène-Sainte-Cécile. - Rue de la Lune. - Square Jacques-Bidault. |

## Kommunikationer
- Tunnelbana – linjerna   – Bonne-Nouvelle
- Busshållplats Porte Saint-Denis – Paris bussnät, linje 20
- Busshållplats Poissonnière-Bonne Nouvelle – Paris bussnät, linje 32

### Webbkällor
- ”Impasse Bonne-Nouvelle”. Mairie de Paris. http://www.v2asp.paris.fr/commun/v2asp/v2/nomenclature_voies/Voieactu/1104.nom.htm. Läst 30 mars 2021.
- ”Impasse Bonne-Nouvelle”. Les rues de Paris. https://www.parisrues.com/rues10/paris-10-impasse-bonne-nouvelle.html. Läst 30 mars 2021.